# Петър Златинов
Петър Златинов е български футболист, полузащитник.

## Кариера
Златинов е роден на 13 март 1981 г. в Сандански. Висок е 179 см и тежи 67 кг. Играл е за Пирин (Благоевград), Вихрен, ЦСКА, Черно море, Литекс и Динамо (Минск), Беларус). Вицешампион през 2000 и 2001 с ЦСКА, бронзов медалист през 2006 с Литекс и през 2002 с ЦСКА, финалист за купата на България през 2002, играе в шампионския сезон 2002/03 за ЦСКА (по средата на пролетния полусезон е продаден на Динамо Минск). Шампион на Беларус през 2004 с Динамо, бронзов медалист и носител на купата на Беларус през 2003. За купата на УЕФА има 17 мача и 1 гол (14 мача с 1 гола за Литекс и 3 мача за ЦСКА). За младежкия национален отбор има 16 мача и 3 гола. През 2016 г. се присъединява в тима на Кариана (Ерден).
Статистика по сезони
| Сезон    | Отбор       | Първенство           | Мачове | Голове |
| -------- | ----------- | -------------------- | ------ | ------ |
|          |             |                      |        |        |
| 2000/пр. | ЦСКА        | А група              | 2      | 0      |
| 2000/01  | ЦСКА        | А група              | 5      | 0      |
| 2001/ес. | Черно море  | А група              | 11     | 0      |
| 2002/пр. | ЦСКА        | А група              | 12     | 1      |
| 2002/03  | ЦСКА        | А група              | 4      | 0      |
| 2003     | Динамо (Мн) | Беларуска Висша Лига | 26     | 9      |
| 2004     | Динамо (Мн) | Беларуска Висша Лига | 14     | 7      |
| 2005     | Динамо (Мн) | Беларуска Висша Лига | 10     | 3      |
| 2005/06  | Литекс      | А група              | 27     | 8      |
| 2006/07  | Литекс      | А група              |        |        |

## Семейство
Син е на дългогодишния футболист на Пирин и Локомотив Сф. – Христо Златинов. По-малкият му брат Владислав Златинов също е футболист. 